# William Thomas (architecte)
Pour les articles homonymes, voir William Thomas.
 (mars 2024).
William Thomas (né à Suffolk en Angleterre en 1799 – 26 décembre 1860 à Toronto au Canada) est un architecte anglais ayant fait carrière au Canada.
Il est le père de l’architecte William Tutin Thomas.

## Œuvre
- Cathédrale Saint-Paul de London, 1844–1846, néogothique
- Cathédrale Saint-Michel de Toronto, 1845–1848, néogothique
- St. Lawrence Hall, 1850-1851, néo-renaissance
- Ancien hôtel de ville de Guelph, 1856-1857, néo-renaissance